# ポンス (トゥールーズ伯)
ポンス（2世）・ギヨーム（フランス語：Pons (II) Guillaume, 1019年 - 1060年）は、トゥールーズ伯（在位：1037年 - 1060年）。トゥールーズ伯ギヨーム3世とエマ・ド・プロヴァンスの長男。母方よりプロヴァンス辺境伯領を継承した。多くの完全私有地（allodium）を保持していたことで知られ、ローマ法、サリカ法および西ゴート法に信を置いていた。

## 生涯
すでに1030年に、ポンスはアルビジョワにおいて大きな権力を保持していた。1037年、ポンスは多くの私有教会や、ポルタ・スピナ、ニームおよびプロヴァンスにある半分の城などを結婚祝いとして妃マージョリーに与えた。
1038年、ポンスはアルビ教区をトレンカヴェル家との間で分割した。1040年、ディアンの領地をクリュニー修道院に寄贈した。1047年に、クリュニー修道院にモワサックを寄贈した特許状において、ポンスは初めて宮中伯として言及されている。
ポンスは1060年か1061年初めにトゥールーズで死去し、サン・セルナン教会に埋葬された。

## 結婚と子女
1022年に、マージョリー（1044年没）と結婚し、以下の息子をもうけた。
- ポンス（1063年没） - 伯位を継承せず

1040年に、ユーグ5世・ド・リュジニャンの妃であったアルモディス・ド・ラ・マルシュと結婚し、以下の子女をもうけた。しかし、ポンスも1053年にアルモディスを離婚した。
- ギヨーム4世（1040年頃 - 1094年） - トゥールーズ伯（1061年 - 1094年）
- レーモン4世（1052年頃 - 1105年）[4] - トゥールーズ伯（1094年 - 1105年）
- ユーグ - サン＝ジル修道院長
- アルモディス - メルグイユ伯ピエールと結婚